# Туарма (река)
Туарма — река в России, протекает по Вешкаймскому району Ульяновской области. Левый приток реки Барыш.

## География
Река Туарма образуется у деревни Верхняя Туарма слиянием рек Чёрная и Белая. В месте слияния на реке образован большой пруд. Течёт на восток по открытой местности. У села Каргино сливается со своим левым притоком, рекой Белый Ключ (иногда Белый Ключ рассматривается как верхнее течение Туармы). Устье реки находится у села Нижняя Туарма в 166 км от устья Барыша. Длина реки составляет 9 км, площадь водосборного бассейна — 300 км².

## Данные водного реестра
По данным государственного водного реестра России относится к Верхневолжскому бассейновому округу, водохозяйственный участок реки — Сура от Сурского гидроузла и до устья реки Алатырь, речной подбассейн реки — Сура. Речной бассейн реки — (Верхняя) Волга до Куйбышевского водохранилища (без бассейна Оки).
Код объекта в государственном водном реестре — 08010500312110000037149.